# Акка Ларентія
А́кка Ларентія (лат. Асса Larentia) або Акка Ларенція — історична особа Древнього Риму, або декілька осіб:
1) древньоримська науковиця, що вивчала гінекологію.
2) гетера, яку сторож храму Геркулеса привів для бога в храм, програвши йому партію в кості. Провівши з нею ніч, Геркулес нагородив Акку шлюбом з найбагатшою людиною — Тарутієм, залишившим їй спадок, який вона, у свою чергу, залишила римському народу. У знак вдячності за це Анкус дозволив Ларентії бути похованій у Велабро, а також започаткував на її честь Ларенталії, тобто свято десятого дня січневих календ, під час якого члени квіриналій і первосвященики приносили жертву на місці її могили.
3) годувальниця й названа мати Ромула та Рема, дружина пастуха Фаустула. За однією з версій, Акка Ларентія була матір'ю дванадцяти синів, один з яких помер, і його замінив Ромул, заснувавши жрецьку колегію дванадцяти арвальських братів, які щорічно здійснювали ритуальний очисний обхід навколо Риму, що супроводжувався жертвоприношеннями та трьохденним святом.
Акка Ларентія за співзвучністю має певний зв'язок з ларами і, мабуть, в усіх цих переказах вона є уособленням Деа Діа, старовинної богині землі, спорідненої з Флорою і Фауною.